# Schröcken
Schröcken é um município da Áustria, situado no distrito de Bregenz, no estado de Vorarlberg. Tem 23,43 km² de área e sua população em 2019 foi estimada em 209 habitantes.